# Uniwersytet Charokopio
Uniwersytet Charokopio (gr. Χαροκόπειο Πανεπιστήμιο) – grecka publiczna uczelnia wyższa, zlokalizowana w Atenach.

## Historia
Uczelnia została założona w 1990 roku, w Kalitei, w aglomeracji ateńskiej. Patronem uniwersytetu został Panagis Charokopos (Παναγής Χαροκόπος 1835-1911), polityk i filantrop, który w 1920 zainicjował powstanie w Kalitei szkoły oferującej m.in. edukację na kierunku zarządzanie gospodarstwem domowym. W latach 1993-1994 infrastruktura szkoły została odnowiona, a w latach 1999-2000 powstały nowe budynki. Pierwszych studentów przyjęto w roku akademickim 1993-1994.

## Struktura organizacyjna
W skład uczelni wchodzą następujące jednostki organizacyjne:
- Wydział Dietetyki i Żywienia
- Wydział Geografii
- Wydział Gospodarstwa Domowego i Ekologii
- Wydział Informatyki i Telematyki